# داگلاس اوتو
داگلاس اوتو (انگلیسی: Doug Otto؛ زادهٔ ۱۹۵۱ (۷۳–۷۴ سال)) کارآفرین اهل ایالات متحده آمریکا است، که در سال ۱۹۷۳ شرکت دکرس اوتدور را تأسیس کرد.